# Генрі Ратґерс
Ге́нрі Ра́тґерс (англ. Henry Rutgers; нар. 7 жовтня 1745, Нью-Йорк, США — пом. 17 лютого 1830, там само) — американський філантроп, герой війни за незалежність США.
Народився 1745 року в родині Гендріка Ратґерса та Катаріни ДеПейстер. Після закінчення Кінгс-Коледжу (нині Колумбійський університет) 1766 року вступив до лав борців за незалежність американських колоній від Великої Британії. Був капітаном американських військ у битві при Вайт-Плейнс, а потім служив полковником у поліції Нью-Йорка. 1776 року його будинок був казармою під час британської окупації Нью-Йорка.
1784 року полковника Ратґерса було обрано до законодавчого органу штату Нью-Йорк.
Продовжував захищати молоду націю після революції — головуючи на зустрічі 24 червня 1812 року, організовував збори військ у Нью-Йорку для битви з британцями у війні 1812 року.

## Вшанування пам'яті
- Ратґерський університет — державний університет США в штаті Нью-Джерсі.